# Kangiqsualujjuaq Georges River Airport
Kangiqsualujjuaq Georges River Airport (franska: Aéroport de Kangiqsualujjuaq Georges River, engelska: Georges River Airport, Kangiqsualujjuaq Airport) är en flygplats i Kanada.   Den ligger i provinsen Québec, i den östra delen av landet, 1 600 km nordost om huvudstaden Ottawa. Kangiqsualujjuaq Georges River Airport ligger 66 meter över havet.
Terrängen runt Kangiqsualujjuaq Georges River Airport är platt åt nordväst, men åt sydost är den kuperad. Havet är nära Kangiqsualujjuaq Georges River Airport åt sydväst. Trakten är glest befolkad. Närmaste större samhälle är Kangiqsualujjuaq, 3,1 km sydost om Kangiqsualujjuaq Georges River Airport. 